# نواف بوشل
نواف بوشل (انگلیسی: Nawaf Boushal؛ زادهٔ ۱۶ سپتامبر ۱۹۹۹) بازیکن فوتبال اهل عربستان سعودی است.
از باشگاه‌هایی که در آن بازی کرده‌است می‌توان به باشگاه ورزشی الفتح و باشگاه فوتبال النصر عربستان سعودی اشاره کرد.
وی همچنین در تیم‌های ملی فوتبال زیر ۲۳ سال عربستان سعودی و عربستان سعودی بازی کرده‌است.